# Gabriela Niculescu
Gabriela Niculescu (* 7. Juni 1986) ist eine ehemalige rumänische Tennisspielerin.

## Karriere
Gabriela Niculescu, die am liebsten auf Sandplätzen spielte, begann im Alter von sechs Jahren mit dem Tennis. Auf dem ITF Women’s Circuit gewann sie insgesamt ein Einzel- und 25 Doppeltitel.
2004 gewann sie zusammen mit ihrer Schwester den Doppeltitel beim J1 Beaulieu-sur-Mer und J1 Vrsar. 2008 erreichte sie zusammen mit ihrer Partnerin Amanda Fink das Viertelfinale bei den NCAA Division I Tennis Championships.
Von 2004 bis 2005 spielte sie für die rumänische Fed-Cup-Mannschaft, mit einer Bilanz von 10:0.
Ihre jüngere Schwester Monica ist ebenfalls Tennisprofi.

## Turniersiege

### Einzel
| Nr. | Datum    | Turnier | Kategorie   | Belag | Finalgegnerin | Ergebnis      |
| --- | -------- | ------- | ----------- | ----- | ------------- | ------------- |
| 1.  | Mai 2005 | Antalya | ITF $10.000 | Sand  | Aurélie Védy  | 5:7, 6:2, 6:2 |

### Doppel
| Nr. | Datum          | Turnier      | Kategorie   | Belag     | Partnerin             | Finalgegnerinnen                        | Ergebnis       |
| --- | -------------- | ------------ | ----------- | --------- | --------------------- | --------------------------------------- | -------------- |
| 1.  | September 2002 | Bukarest     | ITF $10.000 | Sand      | Monica Niculescu      | Iveta Gerlová Nina Nittinger            | 6:2, 6:2       |
| 2.  | April 2003     | Makarska     | ITF $10.000 | Sand      | Monica Niculescu      | Darija Jurak Maria Jedličková           | 6:2, 6:2       |
| 3.  | Mai 2004       | Bukarest     | ITF $10.000 | Sand      | Monica Niculescu      | Lenore Lazaroiu Andra-Iulia Savu        | 6:4, 6:2       |
| 4.  | Juni 2004      | Constanța    | ITF $10.000 | Sand      | Mihaela Buzărnescu    | Bianca-Ioana Bonifate Diana-Andreea Gae | 6:4, 6:3       |
| 5.  | Juni 2004      | Pitești      | ITF $10.000 | Sand      | Mihaela Buzărnescu    | Andrea Benítez Estefanía Craciún        | 6:4, 6:4       |
| 6.  | August 2004    | Târgu Mureș  | ITF $10.000 | Sand      | Monica Niculescu      | Simona-Iulia Matei Barbara Pócza        | 7:5, 6:1       |
| 7.  | August 2004    | Iași         | ITF $10.000 | Sand      | Monica Niculescu      | Nadine Schlotterer Eva Valková          | 7:5, 6:1       |
| 8.  | August 2004    | Timișoara    | ITF $10.000 | Sand      | Sorana Cîrstea        | Lenore Lazaroiu Raluca Olaru            | 6:1, 2:6, 6:2  |
| 9.  | September 2004 | Arad         | ITF $10.000 | Sand      | Sorana Cîrstea        | Jewhenija Sawranska Sandra Záhlavová    | 6:2, 6:2       |
| 10. | Februar 2005   | Vale do Lobo | ITF $10.000 | Hartplatz | Mădălina Gojnea       | Iryna Burjatschok Olga Panowa           | 6:3, 6:4       |
| 11. | März 2005      | Kairo        | ITF $10.000 | Sand      | Monica Niculescu      | Hanna Andreyeva Walerija Bondarenko     | 6:2, 6:3       |
| 12. | März 2005      | Ain Suchna   | ITF $10.000 | Sand      | Monica Niculescu      | Laura-Ramona Husaru Sarah Raab          | 6:1, 6:1       |
| 13. | Mai 2005       | Antalya      | ITF $10.000 | Sand      | Monica Niculescu      | Iryna Burjatschok Olga Panowa           | 6:3, 6:4       |
| 14. | Mai 2005       | Antalya      | ITF $25.000 | Sand      | Monica Niculescu      | Renata Kucerková Kathrin Wörle          | 6:70, 6:0, 6:0 |
| 15. | Mai 2005       | Pitești      | ITF $10.000 | Sand      | Mădălina Gojnea       | Vojislava Lukić Andrea Popović          | 6:4, 6:3       |
| 16. | Mai 2005       | Balș         | ITF $10.000 | Sand      | Bianca-Ioana Bonifate | Lenka Dlhopolcová Alexandra-Iulia Iacob | 6:2, 7:5       |
| 17. | Juni 2005      | Bukarest     | ITF $10.000 | Sand      | Corina Corduneanu     | Jelena Tschalowa Jekaterina Lopes       | 6:2, 6:4       |
| 18. | Juli 2005      | Galați       | ITF $10.000 | Sand      | Corina Corduneanu     | Wassilissa Dawydowa Olga Panowa         | 6:4, 5:7, 6:1  |
| 19. | Juli 2005      | Bukarest     | ITF $10.000 | Sand      | Mădălina Gojnea       | Ágnes Szatmári Oksana Uzhylovska        | 6:3, 6:2       |
| 20. | Mai 2006       | Bukarest     | ITF $10.000 | Sand      | Sorana Cîrstea        | Simona-Iulia Matei Raluca Olaru         | 6:4, 0:6, 7:63 |
| 21. | Mai 2006       | Bukarest     | ITF $10.000 | Sand      | Monica Niculescu      | Sorana Cîrstea Diana Enache             | 6:3, 6:0       |
| 22. | Juni 2006      | Bukarest     | ITF $10.000 | Sand      | Monica Niculescu      | Raluca Ciulei Neda Kozić                | 6:2, 6:1       |
| 23. | Juli 2006      | Arad         | ITF $10.000 | Sand      | Laura-Ioana Andrei    | Karolina Jovanović Neda Kozić           | 6:2, 6:3       |
| 24. | August 2006    | Bukarest     | ITF $10.000 | Sand      | Laura-Ioana Andrei    | Maria-Luiza Crăciun Ágnes Szatmári      | 6:3, 3:6, 6:4  |
| 25. | August 2007    | Constanța    | ITF $10.000 | Sand      | Diana-Andreea Gae     | Alexandra Damaschin Lenore Lazaroiu     | 6:3, 6:4       |